# Elisha Qimron
Elisha Qimron (né le 5 février 1943) est un universitaire qui étudie l'hébreu ancien. 
Actuellement, il est professeur au Département de langue hébraïque à l'Université Ben Gourion du Néguev, en Israël. Pendant plusieurs décennies, il fait partie de l'équipe de chercheurs internationaux travaillant sur les Manuscrits de la mer Morte, en particulier sur les textes trouvés dans la grotte 4 à Qumrân.

## Biographie
Il obtient son doctorat en philosophie en 1976 à l'Université hébraïque de Jérusalem avec la thèse L'hébreu des manuscrits de la mer Morte. En 1979, Qimron est coopté par John Strugnell, le rédacteur en chef de l'équipe de publication des Manuscrits de la mer Morte, pour aider à achever le travail attendu depuis longtemps sur la Lettre halakhique (4QMMT) sur lequel Strugnell travaille seul depuis 1959. Le travail sur les fragments est finalement achevé et publié en 1994. Qimron est le premier universitaire israélien de l'équipe.
À la fin des années 1970 et au début des années 1980, de nombreux chercheurs se sentent frustrés par le retard dans la publication des Manuscrits de la mer Morte. Il est de notoriété publique que la plupart des textes ont été traduits mais ne sont toujours pas à la disposition des chercheurs. Certains se plaignent également de l'attitude propriétaire de certains membres de l'équipe de Strugnell envers les parchemins sur lesquels ils travaillent, ce qui rend leur accès difficile, voire impossible, dans certains cas.
Hershel Shanks, de la Société d'archéologie biblique, décide que les reconstitutions des manuscrits de la mer Morte doivent être mises à la disposition des érudits. En 1992, il publie l'édition en deux volumes A Facsimile des manuscrits de la mer Morte. Il comprend, sans autorisation, du matériel sur la lettre halakhique (4QMMT) sur lequel Qimron travaille depuis environ 11 ans. Qimron a même donné son titre au document.
Qimron décide de poursuivre la Biblical Archaeology Society pour violation de son droit d'auteur au motif que la recherche qu'elle a publiée est sa propriété intellectuelle, car il a reconstruit environ 40% du texte publié. Une telle reconstruction est unique en ce sens que si les photographies originales avaient été données à 100 chercheurs, autant de reconstructions différentes auraient été réalisées.
En 1993, la juge Dalia Dorner de la Cour suprême israélienne accorde à Qimron l'indemnisation la plus élevée autorisée par la loi pour aggravation de l'indemnisation contre Shanks et d'autres. Un appel en 2000 devant le juge Aharon Barak et ses collègues confirme le verdict.

## Ouvrages
- Elisha Qimron, John Strugnell et al. (1994) Discoveries in the Judaean Desert  Volume X. Qumran Cave 4: V: Miqsat Ma'ase Ha-Torah. Oxford University Press.
- Elisha Qimron. (1996). The Temple Scroll: A Critical Edition with Extensive Reconstructions.  Ben-Gurion University of the Negev.
- Édité par Donald W. Parry et Elisha Qimron. (1999). Studies on the Texts of the Desert of Judah – STDJ 32. Brill Academic Publishers.
- Elisha Qimron. The Hebrew of the Dead Sea Scrolls.  Harvard Semitic Studies, Scholars Press, Atlanta.
- Édité par Donald W. Parry et Elisha Qimron. (1999). The Great Isaiah Scroll (1QIsaª).  A New Edition Brill Academic Publishers.